# Ruine Ödenburg
Die Ödenburg (auch Heltburg (Aegidius Tschudi, 1535), Oltenburg (Wurstisen, 1580), Ödenburg oder Altschloss genannt) ist die Ruine einer Höhenburg aus dem 10. Jahrhundert auf halbem Weg zwischen den Orten Wenslingen und Tecknau in Wenslingen im Schweizer Kanton Basel-Landschaft.

## Lage
Westlich des Dorfes Wenslingen und hoch über dem Dorf Tecknau liegt die Ödenburg bei 566 m ü. M. auf einem markanten Felssporn. Von beiden Dörfern aus ist die Ruine auf Wanderwegen nach kurzem Spaziergang gut zu erreichen (Wegweiser).

## Anlage

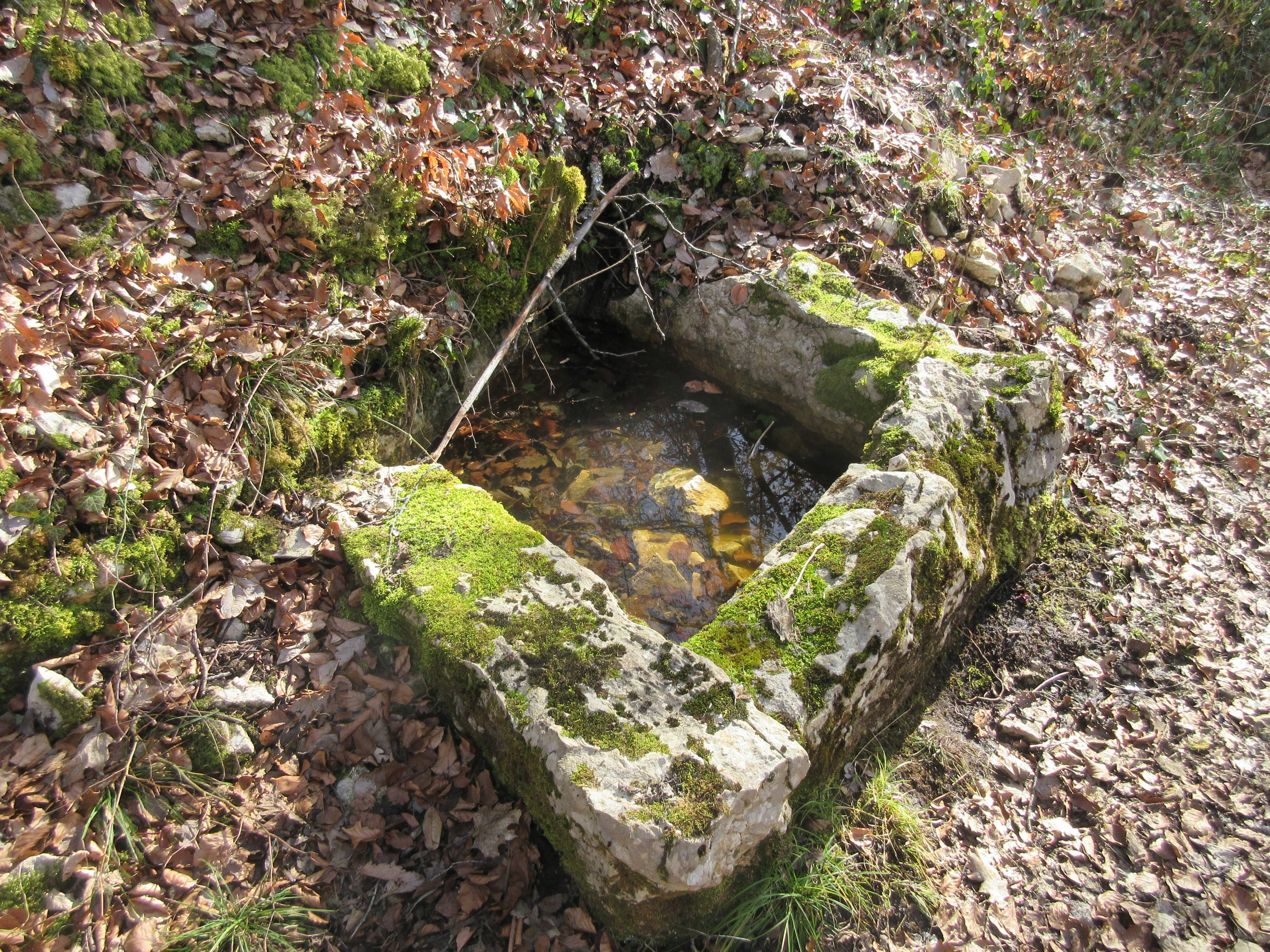
Kleiner Wassertrog im Graben der Ruine

Aufgrund ihrer Spornlage wies die Ödenburg einen grob dreieckigen Grundriss auf und war an der Nord und der Südwestseite durch Felswände und steiles Gelände natürlich geschützt. Nur die Südostseite musste durch einen Halsgraben als Annäherungshindernis künstlich geschützt werden. Hinter dem Halsgraben erhob sich eine knapp zwei Meter dicke Schildmauer. Der Zugang zur Burg erfolgte auf der Nordseite durch einen ansteigenden, überwölbten Durchgang im Torturm (siehe Bild). Anhand der heute noch sichtbaren Torwangenpfannen in der Toranlage ist ein zweiflügeliges Tor anzunehmen. Das Tor lag rund zwei Meter über dem damaligen Gehniveau. Der ehemalige Weg zum Tor ist nicht mehr nachweisbar: Meyer nimmt an, dass eine abgerutschte Rampe den Weg zum Tor ermöglichte (auf dem Bild von links her), während Strübin eine steile Holzkonstruktion (Zugbrücke?) für möglich hält, die von Stufen unterhalb des Toreinganges zum Tor geführt haben könnte.

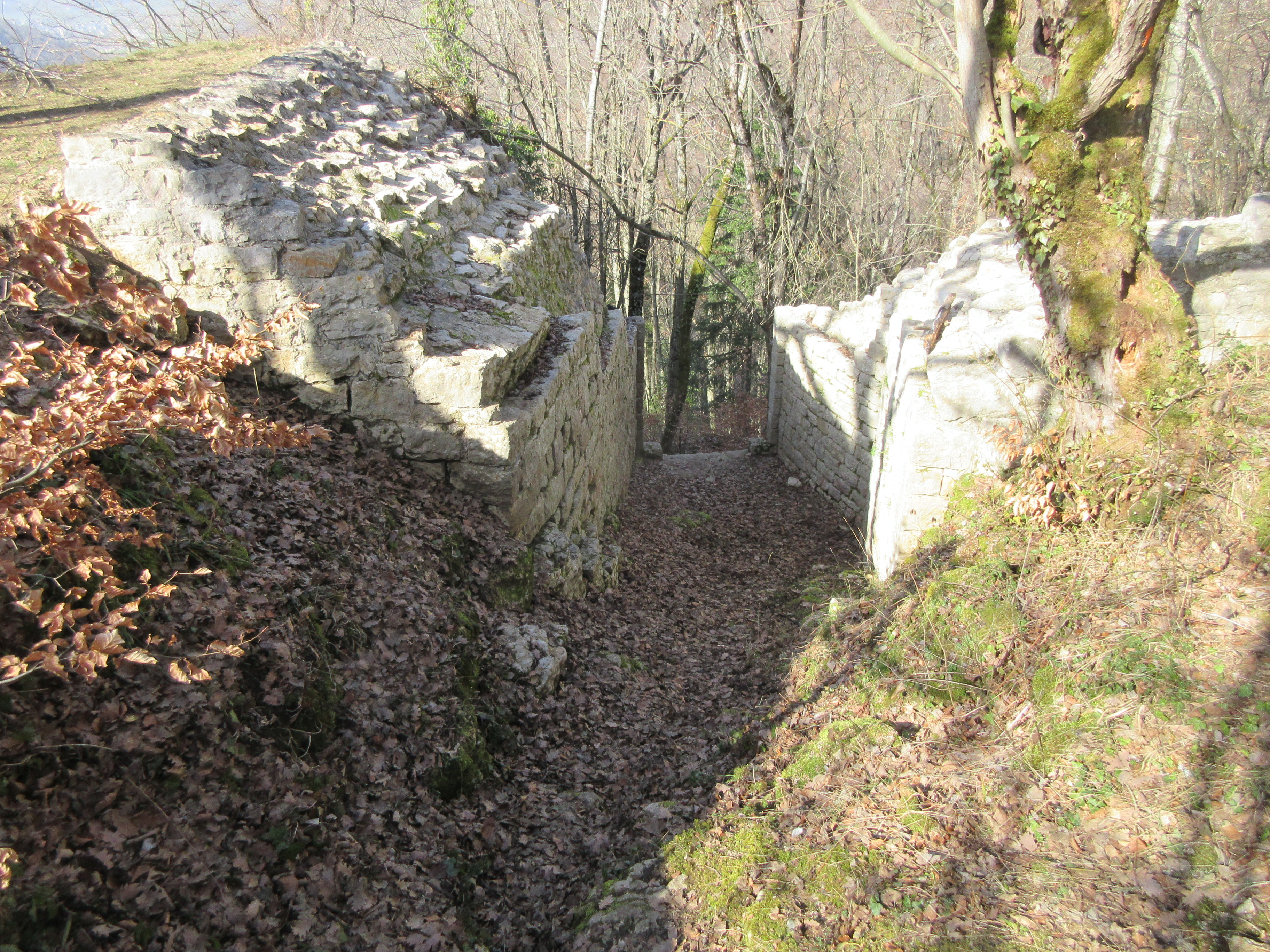
Reste des Torturmes, von innen aus gesehen

Innerhalb der Burg sind Spuren mehrerer Häuser gefunden worden. Deren Bautechnik war sehr unterschiedlich, neben steinernen Häusern wurden auch Holzhäuser und ein Grubenhaus gefunden.
Interessant sind die deutlichen Spuren von Steinbruchtätigkeit im Halsgraben. Wie bei vielen mittelalterlichen Burgen wurde das Baumaterial möglichst nahe beim Bauplatz gewonnen. Eine künstliche Abtiefung des Halsgrabens erfüllte dabei gleich einen doppelten Zweck: Es wurde nicht nur die Schutzfunktion ermöglicht, sondern auch gleich Baumaterial für die Festung gewonnen.

## Geschichte
Die Quellenlage für diese alte Ruine ist sehr dürftig, es ist nicht einmal der ursprüngliche Name bekannt. Die Burg wurde um 1150 schon aufgegeben, also zu einem Zeitpunkt, als schriftliche Dokumente noch sehr selten erstellt wurden. Trotzdem nehmen Strübin und Pümpin an, dass der Name Heltburg (von Held) dem ursprünglichen Namen nahekommt. Als die Ruine vom Wald überwachsen wurde und der Originalname in Vergessenheit geriet, wurde die Burgstelle im Volksmund als öde Burg bezeichnet, was zum heutigen Namen führte.
Aufgrund der Bodenfunde kann eine Nutzung der Anlage zwischen Ende des 10. Jahrhunderts und Ende des 12. Jahrhunderts angenommen werden. Pümpin stellt bei seiner Ausgrabung in einem Teil der Anlage nicht datierte Brandspuren einer Feuersbrunst fest.
Die Ruine ist 1320 im Besitz des Hauses Habsburg-Laufenburg. Vermutlich wurde die Burg aber von den Grafen von Homberg gegründet, deren Lehen mit dem Aussterben der Homberger 1223 an Habsburg-Laufenburg zurückfiel.
Aufgrund der Situation (unvollständige Ringmauer, freier Platz im Burghof, Steinbruch im „Vollbetrieb“ etc.) wird angenommen, dass die Burg inmitten einer Ausbauphase aufgegeben wurde, und dies keineswegs wegen Kampfhandlungen, sondern wegen finanzieller Probleme oder Verschiebungen der Politik und Machtbereiche der Adelsgeschlechter.
Die Ausgrabungs- und Restaurierungsarbeiten wurden 1941/42 (Fritz Pümpin), 1968 (Karl Heid und Theodor Strübin) und 1976 bis 1979 (Jürg Tauber) durchgeführt.